# Fosfor mononitrid
Fosfor mononitrid je neorgansko jedinjenje sa hemijskom formulom PN. Ono sadrži samo fosfor i azot. Ova jedinjenje se klasifikuje kao binarni nitrid.
Ono je bilo provo fosformo jedinjenje koje je identifikovano u interstelarnom prostoru.
Ono je isto tako prisutno u atmosferama Jupitera i Saturna.